# میک جونز (د کلش)
میک جونز (به انگلیسی: Mick Jones) ‎(زادهٔ ۲۶ ژوئن ۱۹۵۵)‎ لید گیتاریست، خوانندهٔ پیشین و از اعضای بنیان‌گذار گروه پانک راک کلَش است.
جونز زمانی که در سال ۱۹۸۳ از کلَش اخراج شد به همراه دان لِتس گروه بیگ اودیو داینامیت را تشکیل داد. در سال‌های اخیر او به همراه دیگر هنرمند معروف پانک راک، تونی جیمز یک گروه ۲نفره به نام کربن/سیلیکون تشکیل داده‌اند و از سال ۲۰۰۲ تا ۲۰۰۷ چند آلبوم تحت آن نام منتشر کرده‌اند.
میک جونز در سال ۲۰۰۳ به‌همراه دیگر اعضای کلَش به‌عنوان اعضای جدید تالار مشاهیر راک اند رول معرفی شدند.